# Система охлаждения двигателя внутреннего сгорания
Система охлаждения двигателя внутреннего сгорания (ДВС) обеспечивает отвод тепла от деталей двигателя, что обеспечивает их работоспособность и поддерживает необходимое тепловое состояние двигателя во всём диапазоне нагрузок и внешних условий среды.
Выделение высокотемпературной теплоты внутри двигателя необходимо, исходя из принципа его работы, так что даже такие ДВС, как газотурбинные, турбовинтовые, турбовентиляторные и реактивные в своём большинстве имеют специальную систему охлаждения.
Система охлаждения ДВС во многих случаях влияет на мощность двигателя, и во всех случаях — на его массу. В академической литературе система охлаждения двигателя входит в группу систем двигателя, наряду с системами зажигания, питания топливом, газораспределения и смазки.

## Функции системы охлаждения
Двигатель внутреннего сгорания выделяет теплоту в цилиндре, и температура сгорания достигает 2000 °C и более. При отсутствии отвода тепла стенки камеры сгорания разогревались бы до равновесной температуры в несколько сот градусов, при этом обычные конструкционные материалы значительно теряют прочность, а моторные масла испаряются и сгорают. Кроме нарушений условий прочности и смазки деталей, при этом происходит нарушение рабочего процесса двигателя: снижается мощность двигателя, за счёт ухудшения наполнения цилиндров горючей смесью, а в искровых моторах возникает самовоспламенение и детонация.
При изменении температур стенок камеры сгорания и поршня происходит изменение зазоров, а перегревающиеся от проходящих через стыки горячих газов поршневые кольца могут терять упругость. Излишнее снижение температуры может нарушать испарение распылённого топлива, его конденсацию, а также снижает механический КПД двигателя из-за повышения кинематической вязкости масла. По всем упомянутым причинам существующие ДВС оснащают системами охлаждения, поддерживающими стабильное оптимальное тепловое состояние двигателя в заданных пределах. В случае системы водяного охлаждения эта температура ограничена кипением жидкости и обычно не превышает 90..100 °C, для моторов воздушного охлаждения пределы более широкие. Так называемые адиабатные дизели также имеют систему охлаждения, но часть поверхности камеры сгорания у них имеет керамическое покрытие, намного уменьшающее отвод тепла.
Система охлаждения, кроме основной функции охлаждения двигателя, выполняет ряд других функций, к которым относятся:
- нагрев воздуха в системе отопления, вентиляции и кондиционирования;
- охлаждения масла в системе смазки;
- охлаждения отработанных газов в системе рециркуляции отработавших газов (EGR);
- охлаждения воздуха в системе турбонаддува ;
- охлаждения рабочей жидкости в автоматической коробке передач[2].

## Типы систем охлаждения
Существует такие системы охлаждения двигателей внутреннего сгорания как воздушная, жидкостная, и масляная. В жидкостной системе охлаждения возможны варианты с разомкнутым контуром охлаждения (малогабаритные моторы катеров), теплообменником для отдачи в забортную воду (для судов и кораблей), и радиатором для дальнейшей передачи теплоты воздуху (наземные двигатели).

### Воздушное охлаждение
Воздушное охлаждение может быть естественным и принудительным. Естественное самое простое в устройстве. Тепло от двигателя с такой системой охлаждения передаётся в окружающую среду через развитое оребрение цилиндров транспортного ДВС. Недостаток системы заключается в том, что она из-за низкой теплоёмкости воздуха не позволяет равномерно отводить от двигателя большое количество тепла и, соответственно, создавать компактные мощные силовые установки. Неравномерность обдува требует дополнительных мер для исключения локальных перегревов — более развитого оребрения в аэродинамической тени, обращения более нагретых выпускных каналов вперёд по потоку, а холодных впускных — назад, размещения кожухов. Естественное воздушное охлаждение распространено на двигателях лёгкой высокоподвижной техники: мотоциклы, мопеды, авиа- и автомодели. Естественное воздушное охлаждение имело широкое применение в авиационных звездообразных двигателях — несмотря на их высокую мощность, скорость обдува была достаточна для решения проблемы теплоотвода.
Стационарные (к примеру, бензиновых электростанций и мотопомп) или плотно закапотированные (автомобили, мотороллеры) двигатели, также двигатели мотоинструмента, такого как мотокосы и бензопилы, оснащают системой принудительного воздушного охлаждения. В них с помощью вентилятора создаётся поток воздуха, который обдувает рёбра охлаждения. Вентилятор и оребрённые поверхности, как правило, закрыты кожухом. Достоинства такого двигателя аналогичны двигателям с естественным охлаждением: простота конструкции, малый вес, отсутствие охлаждающей жидкости и всех проблем, связанных с её утечками, быстрый прогрев мотора, недостаток в трудности поддержания оптимальной температуры цилиндро-поршневой группы во всём интервале температур воздуха и нагрузки двигателя. Кроме того, эти двигатели отличаются повышенным шумом при работе, они более «звонки» по сравнению с двигателями жидкостного охлаждения., и мощный вентилятор сильно шумит. Проблемы с регулировкой теплового режима обычно решают установкой термостатов, перемещающих заслонки на двигателе, вентиляторами с вискомуфтой. Часто многоцилиндровые двигатели с воздушным охлаждением делают V-образными (как двигатели Татра, или МеМЗ-968), при этом вентилятор располагается в развале цилиндров, именно такая компоновка наиболее оптимальна. 
На легковых автомобилях, производимых в Европе, воздушное охлаждение широко применялось в 1950-х — 1970-х годах. Это такие машины как Volkswagen Kafer, Fiat 500, Citroën 2CV, Tatra 613, Trabant. В СССР самым известным автомобилем с воздушным охлаждением был «Запорожец». Выпускались грузовые автомобили с дизелями воздушного охлаждения (например грузовики под маркой «Татра» с момента начала выпуска и до начала 2010 годов оснащались исключительно такими двигателями). Двигатели с воздушным охлаждением имеют многие трактора (иногда — тяжёлые, например Т-330; чаще — малые, от обычных пропашных до мини-тракторов мелких частных хозяйств), для которых характерны установившиеся режимы работы двигателя и специфические требования к простоте обслуживания. Принудительное воздушное охлаждение применяется на большинстве скутеров, моторизованном инструменте (бензопилы, газонокосилки и пр.), двигателях малогабаритных генераторных установок, на мотоблоках и прочих самоходных и стационарных малых сельскохозяйственных и коммунальных машинах. Для последних очень распространены унифицированные ряды простых одно-двухцилиндровых двигателей воздушного охлаждения, одинаковые у различных производителей (Briggs & Stratton, Honda, Subaru, китайские), в виде компактного законченного блока с креплением на горизонтальную плоскость. Значительно повлияли на переход от воздушного к жидкостному охлаждению новые экологические нормы, соблюсти которые в узком диапазоне температур цилиндра значительно проще.

### Жидкостное охлаждение
Системы охлаждения классифицируются в соответствии со способом использования теплоносителя в системе.
Замкнутые — в таких системах жидкость-теплоноситель циркулирует по герметичному контуру, нагреваясь от источника тепла (нагревателя) и остывая в охлаждающем контуре (охладителе). В зависимости от устройства системы, теплоноситель может закипать или полностью испаряться, вновь конденсируясь в охладителе. В дальнейшем теплота от жидкости передаётся с помощью радиатора и вентилятора воздуху.
Незамкнутые — теплоноситель подается извне, нагревается у источника тепла и направляется во внешнюю среду. Как правило, применяется на судах, гидроциклах и лодочных моторах, но возможно применение и на стационарных двигателях, размещённых рядом с водоёмом. Разновидностью незамкнутой системы водяного охлаждения можно считать так называемое "бункерное охлаждение", которое применялось на стационарных двигателях до 1950-х годов - водяная рубашка двигателя с открытым сосудом (в который наливается вода или подбрасывается снег к уже имеющейся воде), из которой вода испаряется (медленно выкипает), охлаждая двигатель. "Водяной бункер" на данный момент безнадёжно устарел, современная металлургия позволяет достаточно дёшево изготавливать тонкостенные алюминиевые оребрëнные блоки цилиндров, потому такое примитивное испарительное охлаждение маломощных двигателей полностью заменено принудительным воздушным, т.е. с помощью вентилятора, ведь оно практичнее и удобнее - оператору не нужно регулярно доливать воду или закидывать снег в "водяной бункер", чтобы избежать перегрева. 
Теплоноситель-топливо. Применяется в ракетных двигателях. Топливо перед сгоранием проходит по каналам сопла, поддерживая приемлемую температуру конструкционного материала.

#### Замкнутая система (Гибридный тип)
Тип сочетает вышеуказанные системы: тепло от цилиндров отводится жидкостью, после чего она, на удалении от теплонагруженной части двигателя, охлаждается в радиаторах воздухом. Внутренние и наружные части цилиндров испытывают различный нагрев и обычно выполняются из отдельных частей:
- внутренняя — рабочая втулка или гильза цилиндра;
- наружная — рубашка (у двигателей воздушного охлаждения рубашка имеет рёбра для эффективного отвода тепла).

Пространство между ними называется зарубашечным, в двигателе с водяным охлаждением тут циркулирует охлаждающая жидкость.

Система охлаждения состоит из рубашки охлаждения блока цилиндров, головки блока цилиндров, одного или нескольких радиаторов, вентилятора принудительного охлаждения радиатора, жидкостного насоса, термостата, расширительного бачка, соединительных патрубков и датчика температуры. Этот тип используется на всех современных автомобилях. Охлаждающая жидкость прокачивается насосом через рубашку охлаждения двигателя, забирая от неё тепло, а затем охлаждается сама в радиаторе. В этой системе существует два круга циркуляции жидкости — большой и малый. Большой круг составляют рубашка охлаждения двигателя, водяной насос, радиаторы (в том числе — отопителя салона), термостат. В малый круг входит рубашка охлаждения двигателя, водяной насос, термостат (иногда радиатор отопителя салона входит именно в малый круг). Регулировка количества жидкости между кругами циркуляции жидкости осуществляется термостатом. Малый круг охлаждения предназначен для быстрого введения двигателя в эффективный тепловой режим. При этом охлаждающая жидкость фактически не охлаждается, так как не проходит через радиатор. Как только она нагреется до оптимальной температуры, термостат открывается, и охлаждающая жидкость начинает циркулировать также и через радиатор, где непосредственно и охлаждается набегающим потоком воздуха (а в случае длительной стоянки — принудительно вентилятором). При этом, чем сильнее нагревается охлаждающая жидкость, тем сильнее открывается термостат, и тем сильнее жидкость охлаждается в радиаторе. Это и есть принцип поддержания оптимальной температуры двигателя 85-90 °C.
Очень опасным явлением является перегрев двигателя (кипение двигателя). При этом охлаждающая жидкость в прямом смысле вскипает в рубашке охлаждения, что очень часто приводит к серьёзным последствиям и дорогостоящему ремонту. Для предупреждения перегрева двигателя логично применять жидкости с высокой температурой кипения, однако проще всего оказалось держать всю систему под некоторым избыточным давлением (около 1,1 атм), при котором повышается температура кипения охлаждающей жидкости (около 110 °C и 120 °C для воды и антифриза соответственно). Кроме того, при превышении температуры охлаждающей жидкости более 105 °C, включается принудительный обдув радиатора вентилятором, а клапан-термостат перекрывает циркуляцию в малом контуре (полностью перекрывает байпас радиатора), направляя весь объём охлаждающей жидкости через радиатор.

#### Основные части жидкостной системы охлаждения
В жидкостных системах охлаждения поршневых двигателей наземного и воздушного транспорта, а также стационарных установок охлаждающая жидкость циркулирует по замкнутому контуру, а тепло рассеивается в окружающую среду с помощью обдуваемого воздухом радиатора.
Основные части жидкостной системы охлаждения:
- Рубашка охлаждения (1) представляет собой полость, огибающую части двигателя, требующие охлаждения. Циркулирующая по рубашке охлаждения жидкость отбирает у них тепло и переносит его к радиатору.
- Насос охлаждающей жидкости, или помпа (5) — обеспечивает циркуляцию жидкости по контуру охлаждения. В некоторых двигателях, например мини-тракторов, может применяться термосифонная система охлаждения — то есть система с естественной циркуляцией охлаждающей жидкости, в которой этот насос отсутствует, таковая система была и автомобиля Ford Model T. Может приводиться в движение либо через ременную передачу от вала двигателя, либо от отдельного электродвигателя.
- Термостат (2) — предназначен для поддержания рабочей температуры двигателя. Термостат перенаправляет охлаждающую жидкость по малому кругу — в обход радиатора, если температура не достигла рабочей.
- Радиатор (3) имеет развитую поверхность, обдуваемую снаружи набегающим потоком воздуха. Радиатор изготавливается из материалов, хорошо проводящих тепло, чаще всего из алюминия (радиатор для охлаждения масла чаще всего делают из меди).
- Вентилятор (4) создаёт дополнительный поток воздуха для обдува радиатора, в том числе во время остановок и при движении на малой скорости. Может приводиться ременной передачей от вала двигателя, но в современных автомобилях, за исключением крупных грузовиков, он работает от электродвигателя, также может приводиться в действие с помощью гидромотора на некоторых легковых автомобилях.
- Расширительный бак содержит запас охлаждающей жидкости. С атмосферой расширительный бак сообщается через клапан, поддерживающий избыточное давление охлаждающей жидкости при работе, что позволяет двигателю работать при большей температуре, не допуская кипения охлаждающей жидкости, которое может привести к повреждению двигателя. Автомобили начала-середины XX века часто не имели расширительных бачков. В них запас охлаждающей жидкости находился в верхнем бачке радиатора. Это было вполне допустимо, так как в основном в системе охлаждения использовалась вода, и её расширение при нагреве было небольшим. С распространением антифризов на основе этиленгликоля использование расширительного бака стало обязательным. Полупрозрачный бак, расположенный в доступном месте в верхней точке системы, облегчает также контроль уровня жидкости.
- Маслоохладитель (масляный теплообменник, масляный радиатор) - специальный пластинчатый теплообменник, охлаждающий моторное масло, он отдаёт тепло циркулирующему антифризу. В случае его наличия в масляной системе также присутствует отдельный термостат, так называемый масляным термостатом.
- Радиатор отопителя салона ("печка") - радиатор, непосредственно связанный с системой охлаждения двигателя. При работе отопителя антифриз отдаёт часть тепла воздуху, поступающему в салон или циркулирующему в нём. Оснащëн клапаном или краником (чаще всего электромагнитный, но в старых автомобилях управляется тросиком и рычажком), с помощью которого можно перекрыть поток охлаждающей жидкости через него. Так как отопитель связан с системой охлаждения двигателя, при возникающей опасности перегрева двигателя необходимо включить отопитель и его вентилятор на максимальную мощность, при этом опустив стëкла в салоне, отключив всё электрооборудование из разъёмов прикуривателя и отключив концидионер (чтобы снять лишнюю нагрузку с двигателя - компрессор приводится в действие от двигателя, через электромагнитную муфту), и именно поэтому летом в автобусах начинают работать отопители в жару - ремонт автобуса обойдётся очень дорого.
- Предпусковой подогреватель двигателя - электрический (неавтономный, питающийся от внешней сети) или автономный (потребляющий то же топливо, что и двигатель) агрегат, позволяющий прогреть двигатель в холодную погоду, не запуская его. Электрический предпусковой подогреватель подключается ко внешней электросети, например, в гараже, в случае наличия собственного насоса прогрев происходит быстрее. Автономный подогреватель состоит из дутьевого вентилятора, "котла", состоящего из камеры сгорания и теплообменника, циркуляционного насоса антифриза, топливного насоса, реле вентилятора отопителя (включает вентилятор отопителя для прогрева салона). Электроника, насос и дутьевой вентилятор автономного подогревателя питаются от бортовой сети автомобиля.

В поршневой авиации также применяются двигатели, в которых цилиндры охлаждаются непосредственно набегающим воздухом, а головки цилиндров — с использованием жидкостной системы охлаждения. Такое решение позволяет снизить массу двигателя и одновременно более эффективно охлаждать головки цилиндров, которые являются наиболее теплонагруженными частями двигателя.

### Охлаждение масла
В дополнение к основной системе охлаждения в двигателях большой мощности (на грузовиках, тепловозах, автобусах и теплоходах), а также на двигателях с воздушным охлаждением применяется дополнительно и охлаждение масла. Охлаждение масла необходимо также потому, что оно поступает к па́рам трения — самым чувствительным к перегреву местам двигателя. Масло может охлаждаться охлаждающей жидкостью, либо окружающим воздухом от отдельного радиатора, в автомобилях отдельный масляный радиатор находится перед основным радиатором и радиатором кондиционера. На тепловозах и теплоходах чаще всего маслоохладитель - это кожухотрубный теплообменник, отдающий теплоту жидкой охлаждающей среде от масла.
На автомобилях с двигателями с воздушным охлаждением всегда имеется масляный радиатор, находится он внутри воздуховода, и также обдувается вентилятором.

### Испарительная система охлаждения
Также существует подвид системы охлаждения, называемый испарительной системой охлаждения. Главное отличие её от обычных водяных или этиленгликолевых — доведение температуры охлаждающей жидкости (воды) выше точки кипения, в результате чего при испарении от теплонагруженных деталей отводится большое количество тепла. Пар конденсируется в жидкость в радиаторе и цикл повторяется. Подобные системы использовались в авиастроении в 30-х годах XX века. Кроме того в Китае по состоянию на 2014 год продолжают выпускаться дизели мощностью от 8 до 24 л. с. с испарительным охлаждением, предназначенные для мотоблоков и минитракторов.